# Miraklet i Valby
Miraklet i Valby er en dansk film fra 1989.
- Manuskript Åke Sandgren og Stig Larsson.
- Instruktion Åke Sandgren.

Blandt de medvirkende kan nævnes:
- Amalie Ihle Alstrup
- Jens Okking
- Karen-Lise Mynster
- Peter Hesse Overgaard
- Julie Wieth
- Kjeld Nørgaard
- Lars Bom
- Carsten Bang
- Nis Bank-Mikkelsen